# Aleksander Studen-Kirchner
Aleksander Studen-Kirchner (* 10. September 1981 in Ljubljana, SFRJ) ist ein slowenisch-deutscher Schauspieler, Regisseur, Autor, Übersetzer und Spieleentwickler.

## Leben und Werk
Studen-Kirchner wuchs bis 1985 in Slowenien auf, seine Schulzeit verbrachte er in Deutschland. Er absolvierte das Gymnasium in Hersbruck und ging 2003 nach Wien, um Slawistik zu studieren. Er war einige Jahre Vorsitzender des Klubs der slowenischen StudentInnen in Wien (KSŠŠD), 2006–2008 Präsident der Jugend Europäischer Volksgruppen (JEV) sowie Vizepräsident der Föderalistischen Union Europäischer Volksgruppen (FUEV). Ab 2010 studierte er an der Schauspielschule Krauss in Wien, die er 2013 mit Staatsdiplom abschloss. Seit 2010 ist er auch am Auf- und Ausbau einer kontinuierlichen Multiplayer-Plattform für die Online-Flugsimulation beteiligt.
In seiner politischen Funktion bei JEV und FUEV war Studen-Kirchner Mitbegründer des Dialogforums für Regionale Sprachen, Traditionelle Minderheiten und Verfassungsnationen im Europäischen Parlament und einer der drei Unterzeichner der Charta für nationale und autochthone Minderheiten in Europa; er war Mitverfasser der nachträglich zum Lissabonner Vertrag hinzugefügten Passagen zum Minderheitenschutz in der EU.
Als Vorsitzender des Klubs der slowenischen StudentInnen in Wien organisierte und gestaltete Studen-Kirchner mehr als zwei Dutzend slowenische Literaturabende mit hochkarätigen Gästen (u. a. Andrej Blatnik, Milan Dekleva, Franjo Frančič, Ludwig Hartinger, Drago Jančar, Milan Kleč, Erwin Köstler, Mojca Kumerdej, Peter Mlakar, Brane Mozetič, Maja Novak, Andrej E. Skubic, Tone Škrjanec, Suzana Tratnik), weiters war er 2006 zusammen mit dem Zentrum für slowenische Literatur in Ljubljana Mitorganisator einer Veranstaltungsreihe am Wiener Volkstheater. Die 2004–2008 von ihm herausgegebene Vereinszeitschrift punt! wurde unter seiner Leitung zu einer innovativen Kultur- und Literaturzeitschrift, in der namhafte slowenische Autoren, meist in Kombination mit einem Auftritt bei den slowenischen Literaturabenden, veröffentlichten. Unter seinen Übersetzungen aus dem Slowenischen sind Peter Mlakars Genießen und Nichts (2010) und Vitomil Zupans Reise ans Ende des Frühlings (2013) hervorzuheben; letztere entstand im Rahmen der Buchreihe Slowenische Bibliothek.
Ab 2013 war Studen-Kirchner als Regisseur und Darsteller an mehreren Theaterproduktionen in Österreich beteiligt, 2010–2015 war er zudem künstlerischer Leiter beim Theaterfestival Mimamusch. 2016 gründete er zusammen mit Helen Zangerle und Julia Prock-Schauer die Komödienspiele Sophienalpe, die aber aufgrund ausbleibender Subventionen nur eine einzige Spielzeit erlebten (mit der Freiluftinszenierung von Mariveaux’ Der Kleidertausch). Darüber hinaus war er Darsteller in mehreren Kurzfilmen und Co-Autor des Drehbuchs Balkan Trip (zusammen mit Sarah Scherer), welches 2014 aus dem ScriptLab Fiction-Programm des Drehbuchforums Wien gefördert wurde. Er leitete mehrere Jugend-Workshops im Rahmen informeller Bildung zu Themen wie Identität, kultureller Austausch, Film und Theater, Minderheitenpolitik, ziviles Engagement und Jugendpartizipation. Das Projekt Echte Helden Sind Anders (2017), bei dem er (zusammen mit Mahir Yildiz u. a.) mit jugendlichen Flüchtlingen zwischen 14 und 20 Jahren (vorwiegend aus Syrien) binnen einer Woche Kurzfilme erarbeitete, wurde 2018 mit dem Jugend Friedenspreis Österreich ausgezeichnet. Die Methode, abendfüllende Stücke innerhalb weniger Tage in intensiver Zusammenarbeit mit den Darstellern zu entwickeln, wendete er auch in seiner Theaterarbeit an.
Im Rahmen seiner Mitarbeit an der Flugsimulation Digital Combat Simulator (DCS World) entstand der bekannte Server „104th Phoenix Dedicated“. Seit 2016 ist Studen-Kirchner bei Heatblur Simulations als Spieleentwickler und Community Manager tätig. Hierbei war er als Autor und Regisseur mitverantwortlich für die Sprachentwicklung für die künstliche Intelligenz „JESTER-AI“ der Flugsimulation „F-14 A+/B Tomcat“.

## Publikationen

### Lyrik
- Passagen. Gedichte. In: Log 107/2005, 4 – 7.

### Übersetzungen
- Franjo Frančič. Hurensöhne. In: Kurbini sinovi/Hurensöhne/Sons of bitches. Koper: Društvo prijateljev zmernega napredka, Mladinski kulturni center 2007.
- Peter Mlakar: Genießen und Nichts. Wien: Turia+Kant 2010.
- Vitomil Zupan. Reise ans Ende des Frühlings. Klagenfurt u. a.: Drava-Mohorjeva-Wieser 2013. (Slowenische Bibliothek.)

### Theater (Regie, Darsteller)
- Botho Strauss. Die Fremdenführerin. – Theater Krauss 2013. (R,D)
- Burg Kreuzen Mystery. Oberösterreichische Sagen und Märchen als Stationentheater für Groß und Klein. Stationentheater.  – Burg Kreuzen. Produktion von Business Rocketeers. 2013. (R)
- Bernd Watzka. Antike Traumata. Neo-Antike Trash Trilogie. Antigone, Penthesilea, Prometheus.  – Theater Drachengasse, Musisches Zentrum Wien, Theaterland Steiermark Sommerfestival Straden, u.a. 2014. (R,D)
- Théa Pharmakonzern Wandertheater. Louis Braille. Louis Pasteur. Moulin Rouge. Paul Chibret. Toulouse Lautrec. Claude Monet. Paul Bocuse. Louis XVI und Marie Antionette. – Schloss Gamlitz, Steiermark. Produktion von Business Rocketeers. 2014. (R)
- Bernd Watzka. Inside Paris Hilton. – OFF THEATER u.v.a. 2015. (R)
- Afamia al-Dayaa. Peter Astrapan.  –  JungWild 2015. (R)
- Pierre Barillet, Jean-Pierre Grédy, Johanna Rieger. Die Kaktusblüte. Regie: Johanna Regier. – Sommertheater Klosterneuburg, Intendanz Julia Prock-Schauer und Johanna Rieger. Klosterneuburg 2015. (D)
- Bernd Watzka. Dead Letter Offic (Bartleby). – OFF THEATER 2015. (R,D)
- Pierre Carlet de Mariveaux. Der Kleidertausch. – Komödienspiele Sophienalpe 2016. (R,D)

### Kurzfilme (Darsteller, Auswahl)
- Haram. Regie: Mahir Yildiz. Drehbuch: die TeilnehmerInnen von „Echte Helden Sind Anders“. Wien 2018